# إسبيريتو سانتو (البرازيل)
إسبيريتو سانتو (بالبرتغالية: Espírito Santo) هي ولاية تقع في جنوب شرق البرازيل. تسمى ES اختصاراً. عاصمتها فيتوريا، وأكبر مدنها فيلا فيلها. مساحتها 46184 كم2.

## مميزات الولاية
- يوجد بها نادي باسم الولاية يلعب في الدوري البرازيلي.
- أنها من أكبر المصايف في البرازيل وبها كثير من المعالم الأثرية.
- يوجد بها أسطول يصطاد أسماك السلمون والحيتان ينتج ملايين الأطنان من الأسماك.

## أعلام
- جان إلياس
- رودريغز موريرا
- سوماليا
- لوكاس كوتينيو تافاريس
- جيزيل مونتيرو

## وصلات خارجية
- المستعمرات الألمانية في ولاية اسبيريتو سانتو البرازيلية